# Tin Shui Wai Connection
Tin Shui Wai Connection (кант. 天水連線, трансліт. tin1seoi2lin4sin3) ― це гонконзька регіональна ліберальна політична партія, яка була сформована 18 серпня 2019 року та діє в районі Тіньшуйвай району Юен Лонг.

## Історія
Tin Shui Wai Connection було засновано групою п’яти молодих 20-річних користувачів мережі LIHKG, які намагалися перешкодити безальтернативній перемозі пропекінських кандидатів у виборчих округах районної ради Юен Лонг у районі Тіньшуйвай на виборах 2019 року.

## Погляди
Tin Shui Wai Connection визначає жителів Гонконгу як «тих, хто захищає Гонконг і захищає спільну основну культуру та цінності». Партійна основна філософія полягає у протидії політичному втручанню китайського уряду у справи Гонконгу та знаходження гармонії у відносинах Пекіну та Гонконгу.

### Платформа 2020 року
Свою філософію та «нову платформу» партія оголосила на партійному з’їзді 28 липня 2020 року:
- Встановлення національної ідентичності народу Гонконгу — створення кафедри історії Гонконгу, повне скасування викладання мандаринської мови та спрощених ієрогліфів у загальній освіті, реформа громадянської освіти: виховання демократії, свободи, громадського усвідомлення і розуміння власних прав.
- Справедливість для продемократичних протестувальників у Гонконзі у 2019-2020 роках — зняти всі звинувачення проти протестувальників, звільнити тих, хто перебуває під вартою, скасувати обмеження громадської безпеки та відкрити розслідування щодо неправомірного використання сили силовими органами проти протестувальників.
- Боротьба з тоталітаризмом і демонстрація справедливості — прийняття законів про референдум, розвиток інклюзивних демократичних систем і підтримка легалізації вогнепальної зброї.
- Економічний розвиток та регіональне самовдосконалення — розвивати місцеві виробничі лінії та збільшувати частку міжнародної торгівлі.
- Підтримка рівних прав і звернення до міжнародної спільноти — підтримка громадянських союзів та покращення прав ув'язнених.[1]

## Члени партії

### Радники округу

#### Члени асамблеї 2020-2023 років
| Повне ім'я    | виборчий округ                                 |
| ------------- | ---------------------------------------------- |
| Хау Манґінь   | Районна рада Юен Лонг, виборчий округ Тіаншень |
| Лам Джен      | Районна рада Юен Лонг, виборчий округ Жуйхуа   |
| Ин Кінвай     | Районна рада Юен Лонг, виборчий округ Цзяхубей |
| Ґуан Джьонсан | Районна рада Юен Лонг, виборчий округ Фуен     |

### Вибори
| Вибори          | Кількість голосів | Відсоток голосування | Переможці голосування | Місць отримано | +/- |
| 6 термін (2019) | 15 998            | 0,55%                | 4                     | 4 / 448        | 4▲  |